# Separador (utensilio)

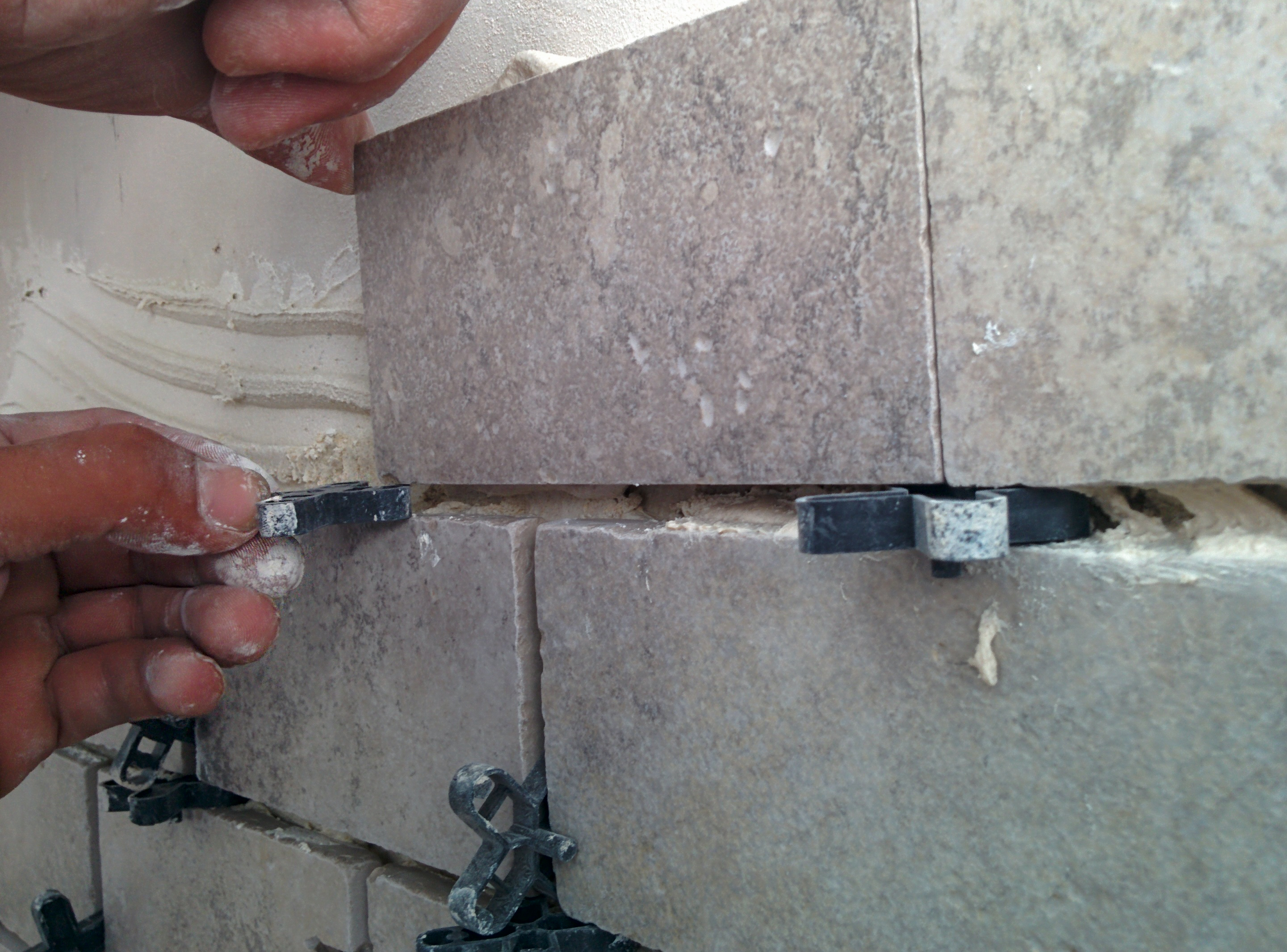
Montaje de un separador de baldosas

Un separador es una pieza delgada, a menudo cónica o en cuña, que se usa para disponer con exactitud pequeños espacios entre objetos. Se usan generalmente para ajustar piezas de mayor tamaño, como cuando se nivela una superficie enlosada durante su construcción. También se pueden usar para rellenar espacios entre partes sometidas a desgaste. 

## Materiales

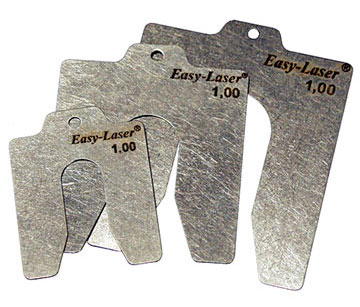
Separadores metálicos, todos con un grosor de 1,00 milímetros

De acuerdo con el trabajo que se esté realizando, se pueden utilizar separadores producidos a partir de una gran variedad de materiales, como madera, piedra, plástico o metal. Se venden separadores prefabricados de dimensiones estandarizadas (como las crucetas de plástico utilizadas en albañilería para colocar baldosas), aunque a menudo se improvisan sobre la marcha a partir de cualquier material disponible. 
También se venden separadores laminados, cuyo grosor se puede ajustar con precisión a base de despegar laminillas. 

## Aplicaciones
En mecánica del automóvil, se usan separadores habitualmente para ajustar el espacio entre dos piezas de un dispositivo. Por ejemplo, se insertan para ajustar la configuración de los taqués con el fin de controlar los espacios libres necesarios para el correcto funcionamiento de las válvulas. El espacio libre se ajusta utilizando juegos de separadores de espesores calibrados. 
Existen accesorios de soldadura que consisten en cuñas de metal de precisión que se colocan entre dos piezas para que el resultado final se ajuste a las tolerancias establecidas por las especificaciones del producto.
En carpintería, se pueden usar pequeños trozos de madera para alinear los espacios entre maderas más grandes. Los lutieres artesanales utilizan separadores confeccionados con materiales diversos, que sirven para ajustar la alineación del mástil y que se pueden situar debajo de una tuerca o una montura para elevar su altura. 
En albañilería, se pueden usar piedras pequeñas para alinear o rellenar huecos entre ladrillos o losas más grandes. 
En las placas de circuito impreso se utilizan separadores especiales de silicona para proteger la unidad central de procesamiento cuando se instala un disipador de calor. 
En la espectroscopía de resonancia magnética nuclear, la "separación de los imanes" permite generar un campo magnético homogéneo a lo largo del volumen de la muestra para obtener formas lorentzianas puras de varias resonancias en el espectro. Esto se logra mediante el calce manual de separadores individuales o mediante un procedimiento de ajuste automático.

## Lecturas relacionadas
- Byrnes, Joe. "To the Point; A Brief History of the Shim." American Fencing Summer 2006: 16.

- Datos: Q21718894